# Estadía de invar
La estadía de invar o mira horizontal es una mira especial, para uso exclusivo en mediciones paralácticas, su longitud es de 2 m entre las marcas que se hallan cercanas a sus extremos, generalmente construida en aluminio; tiene en su interior un ánima de invar que le da su estabilidad térmica.

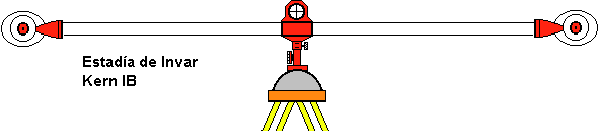
Estadía de Invar.

El invar es una aleación metálica de acero y níquel (64% de acero y 36% de Ni), cuyo nombre es la contracción de la palabra invariable, en alusión directa a su invariabilidad ante las condiciones térmicas.

## Componentes
En alguna época fue utilizada en triangulaciones topográficas con lados no mayores a 500 m, en los casos en que se debía medir un lado, que de alguna forma era inaccesible para métodos más comunes como el de cinta, tal el caso de tener que atravesar ríos, lagunas, pantanos o dunas, en la práctica se han vuelto obsoletas, al extremo que es muy difícil hallar una en el mercado, dado que el método paraláctico ha sido ampliamente superado por los métodos electrónicos de medición.
- Datos: Q611059